# Celestin Bezmalinović
Celestin Duje Bezmalinović (* 7. Mai 1912 in Selca auf Brač, Jugoslawien; † 4. Juni 1994 in Hvar) war Bischof des römisch-katholischen Bistums Hvar.

## Leben
Er wuchs mit neun Geschwistern auf, besuchte die Grundschule seines Heimatorts, dann wechselte er ins Gymnasium in Bol auf der Insel Brač und in Dubrovnik. 1930 trat er in den Dominikanerorden ein. Er studierte Philosophie und Theologie an der Theologischen Fakultät der Universität Dubrovnik und wurde am 3. Juli 1938 zum Priester geweiht. Er studierte Chemie und Physik in Zagreb, war Prior der Klöster in Zagreb und Split. 1946 wurde er verhaftet und zu Zwangsarbeit verurteilt.
Am 7. August 1956 ernannte ihn Papst Pius XII. zum Weihbischof in Hvar und Titularbischof von Hadrumetum. Konsekriert wurde er am 30. September 1956 in der Kathedrale zu Zagreb durch Franjo Šeper, den Koadjutorerzbischof von Zagreb. Mitkonsekratoren waren die Weihbischöfe in Zagreb Franjo Salis-Seewis und Josip Lach. Er war Konzilsvater in allen vier Sitzungsperioden des Zweiten Vatikanischen Konzils. 1967 ernannte ihn Papst Paul VI. zum Koadjutorbischof zur Seite des Erzbischofs Miho Pušić, der am 6. Juni 1970 emeritiert wurde. Mit diesem Datum wurde Celestin Bezmalinović Diözesanbischof von Hvar. Sein aus Altersgründen vorgebrachtes Rücktrittsgesuch nahm Papst Johannes Paul II. am 30. März 1989 an. 
Celestin Duje Bezmalinović starb im Alter von zweiundachtzig Jahren und wurde am 6. Juni 1994 in der Krypta der St.-Stephans-Kathedrale von Hvar beigesetzt.